# Хиподамовска схема
Хиподамовска схема или хиподамовски систем је једна метода из времена антике која служи за проширивање, реконструкцију, поновну изградњу или градњу нових градова. То је значајно за даљи развој постојећег модела са применом једног растера у погледу парцелације и постављањем централног трга „агоре“ и применом двоструких редова блокова са широком уличном мрежом главних уличних праваца „платеа“ и ужих споредних улица „стенопоса“ применом типских објеката на оптимизираним парцелама са равноправним стандардима становања. Овакав приступ развио је Хиподамос из Милета на основу једнакости свих грађана. Ортогонални урбанистички планови се могу наћи и раније у историји у Асирији, Египту, Персији, Индији и Кини.
После разарања града Милета 479. године п. н. е. Од стране Персије хиподамовски систем је примењан приликом поновне изградње града. 352. године п. н. е. Била је Пријена према правилима хармоние Питагоре и одговарајућим хиподамским принципима изграђена.
У градовима Римске империје био је овај принцип преузет и на овај начин су изграђивани многи градови империје.

## Модерни мрежни планови
Правилни мрежни растери карактеристични су за ренесансне идеалне градове, као и за многе нове планиране градове што је случај у САД. Највећи амерички градови Њујорк, Сан Франциско или Чикаго грађени су према строгом ортоноланом растеру где се улице секу под правим углом, а град је подељен на правоугаоне или квадратне блокове.
- Загребачки Доњи град, са растером
- план града Чикага 1857. године
- Град Њујорк
- Барселона